# Maison des étudiants suédois
La Maison des étudiants suédois accueille les étudiants et les chercheurs suédois qui souhaitent poursuivre leur cursus à Paris. La Maison se trouve dans la Cité internationale universitaire de Paris. Elle dispose de 41 chambres, 2 ateliers et 1 studio accessible aux personnes à mobilité réduite.
Chaque chambre dispose d’un lavabo, d’une commode et d’un bureau. Initialement conçus pour les artistes, les deux ateliers accueillent aujourd’hui également les étudiants, en particulier les doctorants et les chercheurs post-doctoraux.
L’agencement de la maison, avec ses grands espaces de vie, favorise la convivialité et les contacts entre résidents. Chaque étage dessert des chambres, une cuisine, des douches et des toilettes. La maison dispose également d’une bibliothèque et d’un grand salon où ont lieu la plupart des manifestations culturelles. Tout en haut au niveau du toit se trouvent nos studios de musique et au sous-sol se trouve la buanderie, avec le lave-linge et le sèche-linge, et la bagagerie.
Pour pouvoir être logé à la Maison des étudiants suédois, il faut normalement être titulaire d’un bac +2 minimum et avoir pour projet de poursuivre des études supérieures, d’effectuer un stage ou de faire de la recherche. La Maison accueille également des artistes et des sportifs. Au cours de l’année académique, la Maison traite uniquement les demandes des étudiants de nationalité suédoise. 
La moitié des résidents de la Maison est constituée de Suédois, l’autre moitié est constituée d’étudiants de diverses nationalités qui viennent des autres maisons de la Cité. De la même manière, les Suédois admis à la Cité mais qui ne sont pas logés à la Maison des étudiants suédois disposent d’un certain nombre de places dans les autres maisons. C’est ce qu’on appelle le brassage. Les Suédois doivent donc toujours adresser leurs demandes à la Maison des étudiants suédois, mais peuvent très bien être placés dans d’autres maisons.
La Maison des étudiants suédois organise régulièrement des événements culturels en lien avec la culture suédoise. Elle soutient également les initiatives de ses résidents. La Maison des étudiants suédois essaie autant que possible de collaborer avec les autres Maisons autour de différents événements (tels que le festival « Jazz à la Cité » ou encore le parcours artistique « Art-Hop-Polis » qui a lieu tous les mois). Enfin, elle célèbre chaque année deux fêtes suédoises incontournables : la fête de la Sainte-Lucie le 13 décembre et la fête de Valborg (Walpurgis) le 30 avril.

## Liste des directeurs de la Maison de Suède
(liste incomplète, quelques dates y manquent)
1931 - 1946 M. Lucien Maury 

1946 - 1947 M. Uno Willers (directeur ad interim) 

1947 - 1957 M. Maurice Gravier 

1957 - 1962 M. Bo Kärre (également directeur de l'Institut suédois à Paris) 

1962 - 1963 M. Per-Axel Hildeman (également directeur de l'Institut suédois à Paris) 

1963 - 1979 M. Knut Andreasson 

1979 - 1991 M. Eric Lehman 

1991 - 1995 Mme Anne-Marie Skeppare 

1995 - 1998 Mme Karin Karlsson 

1998 - 2004 Mme Eva Risberg 

2004 - 2012 Mme Vivi-Anne Lennartsson 

2012 - 2016 Mme Åsa Ekwall
2016 - présent M. Pierre Tolcini